# 十年带球跑
《十年带球跑》（英語：The Pass）是一部由拉塞尔·托维和Arinze Kene主演的2016年电影。该剧由本·A·威廉斯基于约翰·唐纳利的话剧执导。该电影讲述了两位英国足球运动员之间同性恋关系的问题，以及他们十年间生活的展开。该电影在2017年英国电影学院奖中获得提名， 约翰·唐纳利（编剧）和本·威廉斯（导演）被提名为“英国本土杰出处女作”。

## 情节
杰森（Jason）和阿德（Ade）从8岁起就在足球俱乐部的学校里受训，球队首次征战欧洲冠军赛的前一晚，兴奋失眠的杰森和阿德在罗马尼亚的酒店客房里嬉戏打闹，忽然其中一人亲吻对方，从此改变了他们的事业和生活。在“形象就是一切”的体育世界里，两人在秘密和谎言中挣扎了整整10年…

## 演员
- 拉塞尔·托维饰演Jason
- Arinze Kene（英语：Arinze Kene）饰演Ade
- Lisa McGrillis（英语：Lisa McGrillis）饰演Lyndsey
- Nico Mirallegro（英语：Nico Mirallegro）饰演Harry
- Rory J. Saper（英语：Rory J. Saper）饰演Bellboy

## 评价
作为一部独立电影，该电影放映有限。主要在世界各地的电影节上展出。该电影曾在伦敦LGBT电影节上特殊放映，与他们庆祝的LGBT电影相符。该电影在Metacritic上获得了66%的评分。 The Guardian给予了四分评价（满分五分）并点评“Its stage roots show through at times, but this story of homoerotic tension between two youth team players is well made and acted”。 该电影在已在2017年发售DVD和载于亚马逊和YouTube的流媒体。